# Schuldhulpverlening in Nederland
Schuldhulpverlening in Nederland, ook bekend als minnelijke schuldsanering natuurlijke personen (Msnp), omvat een traject waarin individuen geholpen worden om een problematische situatie met langdurige financiële schulden te stabiliseren. Daarbij kan gewerkt worden aan budgetbeheer, gedragsverandering en aflossing en gedeeltelijk kwijtschelding van schulden (schuldsanering). De schuldhulpverlening verloopt via de gemeente en wordt bekostigd uit belastinggeld, dit is verankerd in de Wet gemeentelijke schuldhulpverlening (Wgs) die per 1 juli 2012 geldt.
Het gaat op basis van vrijwillige medewerking van schuldenaar en schuldeisers. Om in aanmerking te komen voor een schuldregeling moet de schuldenaar voldoen aan een aantal voorwaarden. De voorwaarden kunnen onder andere zijn het niet maken van nieuwe schulden, het tijdig betalen van vaste lasten, voltijds te gaan werken, goederen van waarde te verkopen en maximale financiële capaciteit in zetten voor aflossing van de schulden.
Bij schuldhulpverlening wordt altijd een registratie gemaakt hij het BKR.
Volgens het jaarverslag van de gezamenlijke schuldhulpverleners kampten in 2017 zo’n 1,4 miljoen huishoudens in Nederland met zware financiële problemen en werd 94.000 keer om advies gevraagd.

## Budgetbeheer
Budgetbeheer kan als voorwaarde worden gesteld voor schuldhulpverlening, verplicht zijn op basis van de Wet Werk en Inkomen (WWB) of op vrijwillige basis. Het inkomen vloeit naar een rekening die wordt beheerd door de instantie die het budgetbeheer uitvoert. De hulpvrager machtigt de beherende instantie om geld te reserveren voor aflossing van schulden en om vaste lasten en rekeningen te betalen. De schuldenaar krijgt een bankpas of chippas met beperkte opnamemogelijkheid. Er kan worden afgesproken welke betalingen de budgetbeheerder doet en welke de hulpvrager. De verantwoordelijkheid voor de uitgaven liggen bij hulpvrager alleen de uitvoering wordt door de budgetbeheerder verzorgd. 

## Begeleiding
Begeleiding of budgetcoaching bestaat er uit een persoon met schuldenproblematiek te leren op een verantwoorde manier met het beschikbare geld om te gaan. Doel is inzicht te krijgen in de inkomsten en uitgaven, het voeren van een overzichtelijke administratie, het maken van een begroting en het afstemmen van de uitgaven op het beschikbare budget. Er wordt dus ook gewerkt aan gedragsverandering om te voorkomen dat in de toekomst opnieuw onbeheersbare schulden ontstaan. 

## Saneringsplan
Tijdens het traject worden de persoonlijke situatie van de schuldenaar en alle baten en schulden geïnventariseerd door een schuldhulpverlener. Op basis van het beschikbare vermogen en inkomen van de schuldenaar wordt een saneringsplan opgesteld en een voorstel tot minnelijke regeling aan de schuldeisers gedaan. Dit voorstel betreft vaak het betalen van een af te spreken percentage van het openstaande schuldbedrag, ineens of in termijnen, waarna het restant door de schuldeiser wordt kwijtgescholden tegen 'finale kwijting'. Bij preferente schuldeisers zoals de Belastingdienst wordt een hoger percentage aangeboden. 

## Minnelijke regeling
Als alle schuldeisers akkoord gaan met het voorstel ter finale kwijting en de schuldenaar voldoet gedurende de afgesproken periode aan alle voorwaarden van de schuldhulpverlening dan wordt het restant van de schulden kwijtgescholden na verloop van deze termijn, meestal drie jaar. 
Mochten de schuldeisers niet akkoord gaan met het voorstel ter finale kwijting dan kan er een dwangakkoord worden opgelegd of kan de schuldenaar een aanvraag voor de Wet schuldsanering natuurlijke personen (Wsnp) doen.

## Monitor Wsnp 2021
De monitor van het Bureau Wsnp bevat een vaste set aan gegevens over uitvoering van de Wet schuldsanering natuurlijke personen met een jaarlijkse update. Hieruit blijkt dat in 2017 ruim 8.000 mensen werden toegelaten tot de wettelijke schuldsanering, in 2021 waren dat er nog maar ruim 2.000. In 2021 eindigde 94% van de Wsnp-regelingen positief: deze mensen kregen na doorloop van de regeling de zogenaamde ‘schone lei’.

## België
In België wordt schuldbemiddeling georganiseerd via het OCMW. 